# Сундаргандж
Сундаргандж (бенг. সুন্দরগঞ্জ, англ. Sundarganj) — город на севере Бангладеш, административный центр одноимённого подокруга. В 2003 году город стал муниципалитетом. Площадь города равна 5 км². По данным переписи 2001 года, в городе проживало 9940 человек, из которых мужчины составляли 51,84 %, женщины — соответственно 48,16 %. Плотность населения равнялась 1988 чел. на 1 км². Уровень грамотности населения составлял 34,3 % (при среднем по Бангладеш показателе 43,1 %). 